# やあ!カモメ
『やあ!カモメ』は、1978年6月6日から1978年10月17日まで、TBS系列にて放映されたテレビドラマ。
放送時間は毎週火曜日20:00～20:55。全20話。

## 概要・内容
「背筋を伸ばそう」をテーマにして、若者たちが未来に向かって一生懸命に生きて行く様子を描いた青春喜劇。
舞台は神奈川県・湘南の時雨浜にあるホテル「鴎亭」（かもめてい）。太郎・次郎・三郎の三兄弟は亡き父が遺したこのホテルを守って経営していたが、一億円の父の遺産が入るはずが逆に五億円の借金の肩代わりに鴎亭が抵当に入ってしまった。そんな所に債権者側から送られて来た管財人・久美子に太郎たちは振り回されるが、太郎たちと一緒に兄弟同様に育てられた勇夫も「力になる」と言って駆けつけ、共に鴎亭を支えていく。
プロデューサーの飯島敏宏によると、本作は「本音と建前の違いによって生まれる笑いと涙」を狙って製作したと言う。

## キャスト
- 近藤勇夫：篠田三郎
アメリカのホテル大学を卒業し、ハワイでレストランを経営していたが、鴎亭の事情を聞いて、世話になった太郎たちの父親へ恩返しするためにも帰国して鴎亭再建に協力する。かつて女性嫌いと言われていたが…。
- 坂本久美子：香山美子
債権者側から送られて来た管財人。全て機械的にこなす。一方で勇夫に女らしい一面を見せることも。
- 三崎太郎：秋野太作
兄弟の長男。久美子に密かに想いを寄せていることがあるが、口に出せず、結局久美子の言い成りになっている。
- 三崎次郎：高岡健二
兄弟の次男で、鴎亭の事務局長。父の死や鴎亭のピンチに遭ってもめげない熱血漢だが、一方ではドケチ。
- 三崎三郎：小倉一郎
兄弟の三男で、鴎亭の売店部長。お人好しな性格。ライバル「寛永堂」のかおるとは相思相愛の恋仲。
- 三崎渚：坂上味和
太郎たちきょうだいの末娘で高校3年生。次郎と同じくドケチ。湘南大学ボート部の草野に憧れている。
- 鯨岡春夫：穂積隆信
鴎亭のライバル「寛永堂」の主人。独身。
- 鯨岡かおる：岡江久美子
春夫の妹。春夫とは逆に明るい性格。三郎と恋仲の関係。
- 高杉勘八：下川辰平
コック長。珠代と琴江の父。
- 高杉珠代：岡まゆみ
- 高杉琴江：浅野ゆう子
- ミス・オクラホマチキン：樹れい子
- 山田鶴蔵：花沢徳衛
- 山田亀助：山田隆夫
コック助手として修業中。渚に惚れているが移り気気味。
- 山野田吾作（巡査）：車だん吉
- 波川浩二：真夏竜
- 倉田（債権者代表）：青木義朗
- 草川祐馬
- 田坂都
- 本田（アルバイト）：田村幸二
- マリ：菅友絵

ゲスト
- 立川老人：下元勉（第5話）
- ジョリー田沢：重田尚志（第9話）
- 元木：高野浩幸（第12話）
- 玉井：住吉道博（第12話）
- さなえ：吉沢久美子（第13話）
- 和江：鮎川いずみ（第16話）

（出典：）

## スタッフ
- 企画：木下惠介
- プロデューサー：飯島敏宏
- 脚本：窪田篤人（全話担当）
- 演出：楠田泰之、鈴木利正、桜井秀雄
- 音楽：木下忠司
- 制作：木下プロダクション、TBS

（出典：）

## 主題歌
『やあ!カモメ』- 歌：太田裕美 （作詞・作曲：太田裕美、編曲：萩田光雄、発売元：CBS・ソニー）

## サブタイトル
| 話数 | 放送日       | サブタイトル         | 演出     |
| ---- | ------------ | -------------------- | -------- |
| 1    | 1978年6月6日 | いこうぜいこうぜ     | 楠田泰之 |
| 2    | 6月13日      | どうぞヨロシク       | 楠田泰之 |
| 3    | 6月20日      | ラブ・チャンス       | 鈴木利正 |
| 4    | 6月27日      | 雨が降る降る         | 鈴木利正 |
| 5    | 7月4日       | 懐しきあの頃         | 楠田泰之 |
| 6    | 7月11日      | 男のユメ女のゆめ     | 楠田泰之 |
| 7    | 7月18日      | 愛してる? ル!        | 鈴木利正 |
| 8    | 7月25日      | 今夜・ボ・ボクの     | 桜井秀雄 |
| 9    | 8月1日       | 友情もいいのだが･･･  | 楠田泰之 |
| 10   | 8月8日       | わが心にキミ深く     | 楠田泰之 |
| 11   | 8月15日      | ヴィーナスたちに告ぐ | 桜井秀雄 |
| 12   | 8月22日      | ラブ・ジャック       | 桜井秀雄 |
| 13   | 8月29日      | はぐれちゃった雲     | 楠田泰之 |
| 14   | 9月5日       | 亀ちゃんガンバル     | 楠田泰之 |
| 15   | 9月12日      | 鴎亭売ります         | 桜井秀雄 |
| 16   | 9月19日      | カモメの学校         | 桜井秀雄 |
| 17   | 9月26日      | 鈍感だなあ           | 桜井秀雄 |
| 18   | 10月3日      | いつの日か君に       | 楠田泰之 |
| 19   | 10月10日     | 酔いどれカモメ       | 楠田泰之 |
| 20   | 10月17日     | カモメ飛べ飛べ       | 楠田泰之 |